# Drone metal
Drone metal, drone doom lub drone doom metal – najbardziej minimalistyczna i powolna odmiana doom metalu, głównie inspirowana muzyką noise i ambient. Gatunek ten często jest kojarzony z post-metalem i awangardowym metalem.
Charakterystycznymi drone metalu elementami są niskie, zniekształcone gitarowe i basowe tony, przy czym melodia występuje rzadko, a utwory są zazwyczaj długie, trwają zwykle od 10 do 30 minut. Niektóre albumy zawierają tylko jeden utwór. Podobnie jak funeral doom, drone doom opiera się na mrocznych, smutnych klimatach.